# Centroscyllium kamoharai
Il pescecane pellenuda (Centroscyllium kamoharai) è una specie di squalo abissale poco conosciuta della famiglia degli Etmopteridi.

## Distribuzione
Sembra piuttosto diffuso nelle zone abissali (500-1200 metri di profondità) del Pacifico occidentale. La sua presenza, però, è stata confermata solo in acque giapponesi e australiane.

## Descrizione
Il pescecane pellenuda è privo di pinna anale; presenta due spine sul dorso (la seconda molto più grande della prima), una seconda pinna dorsale grande, naso smussato, occhi grandi, narici grandi, denticoli sparsi e notevolmente distanziati tra loro, colorazione scura ed estremità delle pinne di colore bianco. Piuttosto robusto, può raggiungere i 40 centimetri di lunghezza.

## Biologia
Non sappiamo quasi nulla sulla biologia di questa elusiva specie di squalo.